# Myosa
Myosa és el títol dels prínceps shan de segona categoria, per darrere dels Sawpaw o Saofa (prínceps celestials).
Principats amb títol de Myosa:
- Hopong
- Hsatung
- Hsamongkham
- Hsum Hsai (Thonze)
- Kehsi Mansam
- Kengkham
- Kenglon
- Loilong, des 1882 (abans títol: Ngwegunhmu)
- Mawnang
- Mongshu
- Mongsang
- Mongkung
- Monglong
- Mongnawng
- Mongsit
- Mongtung
- Mongyawng
- Nawngwawn
- Pwela
- Sakoi
- Samkha
- Singaling Hkamti
- Tigit
- Wanyin